# Gare de Wizernes
La gare de Wizernes est une gare ferroviaire française de la Ligne de Saint-Omer à Hesdigneul, située à proximité du centre-ville de Wizernes dans le département du Pas-de-Calais en région Nord-Pas-de-Calais.
Elle est mise en service en 1874 par la Compagnie des chemins de fer du Nord-Est. Fermée au service des voyageurs, c'est une gare marchandises de la Société nationale des chemins de fer français (SNCF), desservie par  des trains de fret. Peu après l'ancien bâtiment voyageur un arrêt, près de la Coupole d'Helfaut, est desservi en saison par le Chemin de fer touristique de la vallée de l'Aa.

## Situation ferroviaire
Établie à 26 mètres d'altitude, la gare de Wizernes est située au point kilométrique (PK) 73,02 de la ligne de Saint-Omer à Hesdigneul, entre les gares de Blendecques et de Esquerdes (s'intercale l'arrêt d'Hallines-rue de l'église utilisé par le train touristique) .
La section de ligne d'Arques à Lumbres est utilisée pour un trafic marchandises et les gares de Lumbres et d'Arques sont les deux terminus de la ligne du Chemin de fer touristique de la vallée de l'Aa.

## Histoire
La « station de Wizernes » est  mise en service par la Compagnie des chemins de fer du Nord-Est, le 1er juin 1874 après l'inauguration officielle de la ligne le 25 mai 1874.
En 1878, on construit un quai voyageur du côté opposé au bâtiment voyageurs.
En 1880, la station est agrandie sur le côté gauche. Une nouvelle voie de garage est posée.
En 1892, on agrandit et on réorganise l'aménagement intérieur du bâtiment voyageurs.
Comme la ligne de Saint-Omer à Hesdigneul, la gare est fermée au service des voyageurs le 15 juillet 1959.

## Service des voyageurs
Gare fermée.

## Service des marchandises
La gare de Wizernes est ouverte au service Fret SNCF uniquement pour des trains massifs. 